# Wrightoporia rubella
Wrightoporia rubella är en svampart som beskrevs av Y.C. Dai 1995. Wrightoporia rubella ingår i släktet Wrightoporia och familjen Bondarzewiaceae.   Inga underarter finns listade i Catalogue of Life.